# Шипайло Остап Ігорович
Остап Ігорович Шипайло (нар. 7 січня 1989, Львів) — український юрист, підприємець. Народний депутат України 9-го скликання.

## Життєпис
Закінчив географічний факультет ЛНУ імені Івана Франка (спеціальність «Менеджмент організацій»), Інститут післядипломної освіти та доуніверситетської підготовки Львівського національного університету імені Івана Франка (спеціальність «Правове регулювання організації державного управління та місцевого самоврядування»).
Шипайло є директором ТОВ «Карпатбуд Девелопмент» та дочірнього підприємства «Львівська енергетична».
Він обіймав керівні посади у різних компаніях.

## Політична діяльність
Кандидат у народні депутати від партії «Слуга народу» на парламентських виборах 2019 року, № 120 у списку. На час виборів: директор ТОВ «Карпатбуд Девелопмент», безпартійний. Проживає в місті Львові.
Член Комітету Верховної Ради з питань енергетики та житлово-комунальних послуг, голова підкомітету з питань ядерної енергетики та ядерної безпеки.
За інформацією журналістів інтернет-видавництва «Наші гроші» стало відомо, що Червоноградське комунальне підприємство «Комунальник» за результатами відкритих торгів, що мають ознаки фіктивної конкуренції та обмеження конкуренції, 27 квітня 2018 року підписало договір на постачання світильників на понад 224 тис. грн з ТОВ «Системи енергозбереження та освітлення». Фірму пов'язують з Остапом Шипайло.
Згідно з інформацією інтернет-видання «Наші гроші» з посилання на «Прозорро», Львівський національний університет імені Івана Франка 9 листопада 2018 року за результатами тендеру замовив Корпорації будівельних підприємств «Карпатбуд» студентський гуртожиток у Львові за 109,50 млн грн. Однак, фірма-конкурент пов'язана з переможцем, так як їх засновники є бізнес партнерами, що може свідчити про фіктивну конкуренцію. У схемі фігурує Остап Шипайло.
У жовтні 2019 за даними ЗМІ, була підозрюваною в отриманні 30 тисяч доларів за не підтримку в комітеті законопроєкту про ліквідацію корупційних схем під час оцінки об'єктів нерухомості. У червні 2020-го у ЗМІ потрапив «сексистський скандал» із участю голови фракції «Слуга народу» Давида Арахамії і його заступника Олександра Корнієнка. На оприлюдненому відео депутати нібито обговорювали свою колегу по фракції, Ірину Аллахвердієву, та вживали «сексистські висловлювання».
22 Липня 2025 року проголосував за проєкт закону 12414, що обмежує Національне антикорупційне бюро України та Спеціалізовану антикорупційну прокуратуру. Закон викликав хвилю антикорупційних протестів.